# Le Tour d'écrou (téléfilm, 2001)
Le Tour d'écrou est l'enregistrement public au festival international d'art lyrique d'Aix-en-Provence de The Turn of the Screw, opéra de Benjamin Britten adapté de la nouvelle d'Henry James Le Tour d'écrou, réalisé par Vincent Bataillon en 2001.

## Synopsis
Cette version a été enregistrée en public au Théâtre du Jeu de Paume (Aix-en-Provence) en juillet 2001, la production imaginée par Luc Bondy tire l’essence même du livret de Myfanwy Piper.

## Fiche technique
- Orchestre : Mahler Chamber Orchestra dirigé par Daniel Harding.
- Musique : Benjamin Britten
- Réalisation TV : Vincent Bataillon,
- Scénario : Myfanwy Piper & Luc Bondy
- Produit par François Duplat ;
- Production : Festival international d'art lyrique d'Aix-en-Provence avec Wiener Festwochen. Coproduction TV et vidéo : Bel Air Média / Arte France / France 3 / France Musiques / Festival d’Aix-en-Provence
- Collection Festival d’Aix-en-Provence

## Distribution
- Olivier Dumait : Prologue
- Mireille Delunsch : La gouvernante
- Gregory Monk : Miles
- Nazan Fikre : Flora
- Hanna Schaer : Mrs Grose
- Martin Miller : Peter Quint
- Marie McLaughlin : Miss Jessel

## DVD
- Enregistré au Festival d’Aix-en-Provence en juillet 2001
- Sous-titres français, anglais, allemand, espagnol
- Format : 16/9. PAL. Notice trilingue
- Son : PCM stéréo Dolby Digital 5.1
- Distribution : Harmonia Mundi
- Éditeur DVD : Bel Air Classiques
- Distributeur : Harmonia Mundi Distribution
- Sorti DVD le 26 mai 2005
- Durée : 107 minutes
- Suppléments DVD : Livret (32 pages)